# Фрасий
Фра́сий (др.-греч. Φράσιος) — в греческой мифологии учёный-прорицатель, родом с Кипра. Упоминается Псевдо-Аполлодором, Овидием и Гигином. По Гигину он брат Пигмалиона. Египет в течение девяти лет страдал от неурожая, и Фрасий, прибывший к царю Бусирису сказал, что неурожай прекратится, если египтяне каждый год будут закалывать чужестранца на алтаре Зевса. Тогда Бусирис, заколов первым Фрасия, стал убивать прибывающих в страну чужестранцев. Геракла тоже схватили и уже несли к алтарям, но он разорвал путы и убил Бусириса и сына его Амфидаманта.